# 天主教普鲁登特总统城教区
天主教普魯登特總統城教區（拉丁語：Dioecesis Prudentipolitana），是巴西一個天主教教區，包括聖保羅州西南部二十七市，屬博圖卡圖總教區。
教區成立於1960年1月16日，2010年有教友470,000人，佔總人口91.9%。有三十九個堂區、司鐸四十九人。現任教區主教為本篤·岡薩維斯·桑托斯。